# Сучилин, Павел Андреевич
Павел Андреевич Сучилин (18 октября 1985, СССР) — российский футболист, игрок в мини-футбол, нападающий.

## Биография
Сучилин дебютировал в Суперлиге в составе новоуренгойской «Итеры», впоследствии переименованной в «Геолог». Вскоре «Геолог» прекратил существование, а Сучилин перешёл в «Норильский никель». Летом 2010 года перешёл в новосибирский «Сибиряк». Там он стал одним из лидеров команды и сыграл важную роль в завоевании сибиряками серебряных медалей чемпионата в сезоне 2011/12. После этого сезона перебрался в подмосковное «Динамо». В августе 2017 вернулся в «Норильский никель».
В сентябре 2012 года дебютировал в сборной России по мини-футболу, это произошло в товарищеском матче против сборной Ирана. Чуть позже вошёл в состав команды на чемпионат мира 2012 года.

## Достижения
- Чемпион России по мини-футболу (1): 2012/2013
- Серебряный призёр Чемпионата России по мини-футболу (1): 2011/2012
- Обладатель Кубка России по мини-футболу (1): 2013
- Обладатель Межконтинентального кубка (1): 2013
- Серебряный призёр Кубка УЕФА по мини-футболу (1): 2012/13